# Zespół „eksplodującej” głowy
Zespół „eksplodującej” głowy (ang. exploding head syndrome albo episodic cranial sensory shock) – łagodne zaburzenie snu z grupy parasomnii, polegające na epizodycznym pojawianiu się podczas zapadania w sen lub wybudzania się halucynacji słuchowych, najczęściej pod postacią głośnych, krótkich dźwięków przypominających wybuch bomby lub strzały.
Halucynacje te, choć nie stanowią zagrożenia dla zdrowia, często wzbudzają w chorych niepokój i poczucie dyskomfortu. W około 10% przypadków halucynacjom słuchowym mogą towarzyszyć proste halucynacje wzrokowe pod postacią rozbłysków. Innymi współwystępującymi objawami mogą być uderzenie gorąca, mrowienia, przyśpieszone bicie serca, wzmożona potliwość i inne objawy wynikające z pobudzenia układu współczulnego związanego z niepokojem. Zespół „eksplodującej” głowy nierzadko współwystępuje z paraliżem przysennym. Przyczyny występowania zespołu „eksplodującej” głowy ani mechanizm powstawania jego objawów nie zostały dotąd poznane. Tym niemniej sformułowano szereg hipotez, a najszerzej uznawana z nich zakłada, że za wystąpienie zaburzenia odpowiada dysfunkcja tworu siatkowatego, tj. struktury w obrębie pnia mózgu, która odpowiada za kontrolę stanów czuwania i snu. W większości przypadków zespołu „eksplodującej” głowy do ograniczenia dyskomfortu pacjentów wystarczające jest ich edukowanie. W rzadszych przypadkach o znacznej uciążliwości objawów proponuje się stosowanie leków przeciwdepresyjnych np. selektywnych inhibitorów wychwytu zwrotnego serotoniny, a także karbamazepiny, topiramatu, nifedypiny, flunaryzyny lub metylofenidatu.